# Сто та одна ніч Симона Сінема
Сто та одна ніч Симона Сінема (фр. Les Cent et une nuits de Simon Cinema) — французько-британська кінокомедія 1995 року, з Мішелем Пікколі у головній ролі.

## Сюжет
Симон Синема — столітній аристократ і бонвіван, який доживає останні дні у своїй шикарній віллі. Все його життя присвячене кінематографу. Симону довелося бути й актором, і режисером, і продюсером; він на короткій нозі буквально з усіма зірками американського та європейського кіно. Симон наймає симпатичну молоду студентку Каміллу Міралі, щоб та сто та одну ніч розповідала йому історії про кіно. Історії оживають і приходять до будинку у вигляді героїв, що з'являються з екрана.
Камілла тим часом виношує підступний план. Вілла старого заповнена раритетами: афішами, фотографіями, квитками. Вона збирається вкрасти та продати частину цих багатств — тим самим зібрати гроші на новий фільм свого друга. Наприкінці дві сюжетні лінії об'єднуються. Старий актор вирішує зіграти роль у новій картині.
Сюжет як такий має другорядне значення. Фільм наповнює безліч цитат, алюзій та пародій на шедеври кіно. В одній із центральних сцен Марчелло Мастроянні та Мішель Пікколі у своїй суперечці відсилають глядача до картин «8 ½» та «Зневага», відповідно, намагаючись розібратися, хто у кого з метрів (Фелліні та Годар) запозичив ідеї.

## У ролях
- Мішель Пікколі — Симон
- Марчелло Мастроянні — італійський друг
- Анрі Гарсен — головна роль
- Жюлі Гайє — Камілла
- Матьйо Демі — Каміль
- Еммануель Салінжер — Вінсент
- Анук Еме — Анук
- Фанні Ардан — другорядна роль
- Жан-Поль Бельмондо — професор Бебель
- Ален Делон — другорядна роль
- Катрін Денев — другорядна роль
- Жерар Депардьє — другорядна роль
- Романа Борінже — другорядна роль
- Жан-Клод Бріалі — другорядна роль
- Патрік Брюель — другорядна роль
- Харрісон Форд — другорядна роль
- Ханна Шигулла — другорядна роль
- Сабіна Азема — другорядна роль
- Антуан Дерозьєр — другорядна роль
- Джейн Біркін — другорядна роль
- Марі П'ємонтезе — другорядна роль
- Стівен Дорфф — другорядна роль
- Жан-Клод Ромер — другорядна роль
- Андреа Ферреоль — другорядна роль
- Ассумпта Серна — другорядна роль
- Данієль Тоскан дю Плантьє — другорядна роль
- Елеонора Пурріа — другорядна роль
- Ізабель Аджані — грає саму себе
- Жан-Юг Англад — грає самого себе
- Данієль Отей — грає самого себе
- Клінт Іствуд — грає самого себе
- Вірна Лізі — грає саму себе
- Крістіан Буйєтт — другорядна роль
- Фрідерік Дар'є — другорядна роль
- Алексія Стрезі — другорядна роль
- Дені Себба — другорядна роль
- Данієль Дубле — другорядна роль
- Роберт Де Ніро — другорядна роль
- Леонардо Дікапріо — другорядна роль
- Джина Лоллобриджида — другорядна роль
- Сандрін Боннер — другорядна роль
- Жанна Моро — другорядна роль
- Сандра Бернхард — другорядна роль
- Аріель Домбаль — другорядна роль
- Марсель Гегуан — другорядна роль
- Деріл Ханна — другорядна роль
- Жан-П'єр Кальфон — другорядна роль
- Жан-П'єр Лео — другорядна роль
- Емілі Ллойд — другорядна роль
- Ніколя Піссабьоф — другорядна роль
- Мартін Шин — другорядна роль
- Гаррі Дін Стентон — другорядна роль
- Леонард Вендрі — другорядна роль
- Ерік Зауалі — другорядна роль

## Знімальна група
- Режисер — Аньєс Варда
- Сценарист — Аньєс Варда
- Оператор — Ерік Готьє